# Diascia rudolphii
Diascia rudolphii är en flenörtsväxtart som beskrevs av William Philip Hiern. Diascia rudolphii ingår i släktet tvillingsporrar, och familjen flenörtsväxter. Inga underarter finns listade i Catalogue of Life.